# Юссон, Рауль
Рауль Юссон (фр. Raoul Husson; 1901, Корсио, Вогезы, Франция — 15 сентября 1967, Ле-Сабль-д’Олон, Франция) — французский учёный, математик, исследователь голосообразования.

## Биография
Родился в 1901 году в небольшом французском городке Корсио, Вогезы. Мать была родом из Эльзаса, умерла весной 1914 года. Отец родом из Лотарингии, работал педагогом в школе, с началом Первой мировой войны был мобилизован в армию. Юного мальчика, оставшегося фактически без родителей, приютили родители матери в Нанси, где Юссон получил среднее образование, а также учился в консерватории. В 1921 году перебрался в Париж, поступил в Высшую нормальную школу, которую окончил в 1924 году. Далее Юссон занимал различные административные должности, получил степень доктора наук, постепенно специализировался на физиологии гортани. Рауль Юссон был основателем и генеральным секретарем Французской ассоциации по изучению фонации и языка. Читал лекции в Сорбонне. В 1967 году сбит автомобилем на французском приморском курорте.

### «Николя Бурбаки»
В 1923 году Рауль Юссон, будучи старшекурсником, решил разыграть молодых студентов, собрав их и объявив, что собирается читать лекции о доказательстве «теоремы Николя Бурбаки» (несуществующей в действительности). Позже из этого кружка молодых людей выросла группа влиятельных ученых-математиков, которая взяла коллективный псевдоним «Николя Бурбаки».

### Нейрохронаксическая теория голосообразования
В 1950-х годах Рауль Юссон предложил свою теорию, объясняющую работу голосовых складок. Согласно нейрохронаксической теории работа голосовых складок осуществляется действием нервных импульсов, поступающих из коры головного мозга к голосовым мышцам. Нейрохронаксическая теория является дискуссионной и не получила всеобщего признания.

## Публикации
- La voix chantée: commande cérébrale des cordes vocales, 1960
- Physiologie de la phonation, Masson Et Cie — 1962
- Étude théorique et expérimentale de la sirène glottique et …, 1965
- Mécanismes cérébraux du langage oral et structure des langues, 1968
- Réflexions sur le chant: M. Benharoche. Préface et présentation de …, Maurice Benharoche, Henri Busser, Jacques Janin, 1938
- Les Phénomènes réactionnels de la voix: Étude physique, avec Dr. Jean Tarneaud — 1933
- La Phonation chez l’homme: résultats nouveaux et vues nouvelles, 1958
- La Réponse de l’effectueur laryngien aux impulsions, 1953
- Le chant, Presses universitaires de France, 1962.
- Principes De Métrologie Psychologique, Éditions Hermann. — 1937
- L’Analyse statistique des aptitudes et des fonctions mentales, Alcan, 1936
- Le Chant scientifique: Contribution à l'étude de l'émission vocale normale, A. Labriet, 1927

### Книги Рауля Юссона (на русском языке)
- Рауль Юссон. Певческий голос: исследование основных физиологических и акустических явлений певческого голоса. — М.: Музыка, 1974. — 263 с.